# Phil Taylor (giocatore di freccette)
Philip Douglas Taylor (Burslem, 13 agosto 1960) è un ex giocatore di freccette inglese, soprannominato The Power.
Ampiamente considerato il miglior giocatore della storia, Taylor ha dominato le freccette per oltre un ventennio vincendo 214 titoli professionistici, tra cui un record di 85 Major e un record di 16 campionati del mondo (2 
BDO e 14 PDC). Vinse otto mondiali consecutivi dal 1995 al 2002. Nello stesso torneo raggiunse 14 finali consecutive dal 1994 al 2007, centrando in totale 21 finali mondiali, tutti questi dei record. Detiene anche il record di affermazioni (4) nella Coppa del Mondo PDC, mondiale a squadre per nazioni, vinta sempre in coppia con Adrian Lewis.
È il primo e unico giocatore nella storia ad essere riuscito nell'impresa di realizzare due "nine-dart finish" (chiudere il leg in solo 9 tiri) in una sola partita, al Premier League Darts 2010 contro l'inglese James Wade. Ha realizzato inoltre il numero record di 11 nine-dart finishes trasmessi televisivamente (19 totali).
Per 13 anni è stato il numero 1 del ranking mondiale, di cui 8 consecutivi dal 2006 al 2013.
Nel 2015, la BBC ha classificato Taylor tra i dieci più grandi sportivi britannici degli ultimi 35 anni..

## Biografia
Taylor è nato il 13 agosto 1960 a Burslem , Stoke-on-Trent..
Lasciò la scuola a 16 anni e svolse alcuni lavori da operaio. Nonostante fosse un appassionato di freccette sin da bambino, non prese sul serio questo sport fino al 1986, quando si trasferì vicino al Crafty Cockney, pub di Eric Bristow, giocatore di freccette di livello mondiale.
Pochi mesi dopo, sua moglie Yvonne gli comprò un set di freccette per il suo compleanno e iniziò a giocare settimanalmente al pub di Bristow. Nel 1986, fu selezionato per la squadra della contea e giocò a livello di Super League. Sempre nel 1986 Bristow iniziò a sponsorizzarlo, prestandogli 10.000 sterline per aiutarlo a iniziare come giocatore professionista di freccette.

## Carriera Sportiva
Nel suo primo anno nel tour mondiale si recò a Las Vegas dove fu battuto nel primo round del North American Open. Il primo titolo di Taylor arrivò al Canadian Open nel 1988, sconfiggendo in finale l'allora campione del mondo Bob Anderson. Dopo aver raggiunto i quarti di finale del British Open e la semifinale del Winmau World Masters nel 1989, si è qualificato per la prima volta al Campionato del mondo nel 1990. Sebbene avesse ottenuto un certo successo negli eventi Open, entrò nel Campionato del mondo 1990 come outsider. Qui riuscì ad arrivare in finale, dove trovò il suo mentore Eric Bristow. Taylor vinse 6-1 conquistando così il suo primo titolo mondiale. L'anno successivo perse ai quarti di finale contro Dennis Priestley, risultato poi vincitore della competizione mondiale. Taylor riconquistò la corona mondiale nel 1992 ai danni di Mike Gregory vincendo 6-5. Taylor descrisse questa vittoria come una delle preferite della sua carriera..
Taylor partecipò a competizioni organizzate dalla British Darts Organization fino al 1993, per poi fondare in seguito con altri 16 giocatori che si erano distaccati dalle loro federazioni il Professional Darts Corporation (PDC). Questo accadde perché le freccette persero gran parte degli sponsor e della copertura televisiva e i migliori giocatori sentivano che la BDO non era più l'organo che serviva per poter tornare ai massimi livelli di visibilità.
Il 1º gennaio 2018 si ritira all'età di 57 anni dopo aver perso la finale del mondiale per 7-2 contro Rob Cross.
Lo stesso giorno è stato annunciato che il BetVictor World Matchplay (torneo da lui vinto ben 16 volte) sarà chiamato "Phil Taylor Trophy".

## Premi e riconoscimenti
- PDC Player of the Year: 2006, 2008–2012
- PDC Fans' Player of the Year: 2007–2011
- Best PDC Pro Tour Player/Floor Player: 2008, 2009
- PDPA Players' Player of the Year: 2008, 2009
- PDC Nine-Dart Club: *2006, *2007, *2008, −2008, *2009(x2), *2010, *2011, −2011, *2012 *2015, –2015 *Gold Pin Badge(trasmesso in tv)/-Silver Pin Badge
- PDC Hall of Fame: 2011
- PDC Worls darts Matchplay: 2017